# Kötzschau (Kleindehsa)
Kötzschau (obersorbisch Koča) ist ein Siedlungsteil von Lawalde in Sachsen. Er gehört zum Ortsteil Kleindehsa.

## Geographie
Das Waldstreifendorf liegt am Nordwesthang des 465,5 Meter hohen Kötzschauer Berges über dem Tal der Wiesenlitte. Von Kötzschau aus bietet sich nach Nordwesten und Norden eine gute Aussicht auf den östlichen Teil der Czornebohkette mit dem Czorneboh, Steinberg und Hochstein.

## Geschichte
1536 ließ der Besitzer des Rittergutes Kleindehsa, Hans von Gaußig, bei einer Waldquelle ein Vorwerk anlegen. Um dieses entstand eine Rodesiedlung, die 1546 im Löbauer Rügenbuch unter dem Namen „Ketschenborn“ erstmalige Erwähnung fand. 1547 folgte darin eine weitere Nennung als „Keytschendorff“. Von 1573 sind die Benennungen „zur Kätsche“ bzw. „zur Ketscha“ überliefert. Der obersorbische Name „Koča“ entstand erst in jüngerer Zeit und wurde vom sorbischen Wort „kóčka“ für Katze abgeleitet.
Ab 1890 wurde südlich von Kötzschau auf dem Kötzschauer Berg in mehreren Steinbrüchen Lausitzer Granodiorit gebrochen. Der Wald zwischen Kötzschau und Kleindehsa wurde nach 1900 gerodet.
Als Teil der Gemeinde Kleindehsa wurde Kötzschau am 1. März 1994 nach Lawalde eingegliedert.